# Ultimate Fighting Championship
Az Ultimate Fighting Championship (UFC) egy amerikai MMA-promóciós cég. Tulajdonosa és kezelője a Zuffa, ami az Endeavor Group Holdings leányvállalata. A világ legnagyobb MMA-cége, világszerte rendez eseményeket tizenkét súlycsoportban (nyolc férfi és négy női). 2001 óta Dana White az elnöke, összesen több, mint 600 eseményt rendeztek. White irányítása alatt a cég egy több milliárd dolláros vállalat lett.
A UFC-t Art Davie amerikai üzletember és Rorion Gracie brazil harcművész alapította, az első eseményüket 1993-ban tartották, Denverben. Eredetileg az volt az Ultimate Fighting Championship célja, hogy szabályokkal és súlycsoportokkal nem rendelkező körülmények között megtalálják, hogy melyik a leghatékonyabb harcművészeti ág. Később elkezdtek bevezetni szabályokat és keverni több harcművészet legjobb mozdulatait egybe, aminek köszönhetően kialakult az a sport, ami ma MMA néven ismert. 2016-ban a UFC anyacégét, a Zuffát eladták az Endeavor által vezetett csoportnak, ami akkor William Morris Endeavor néven volt ismert, 4,025 milliárd dollárért. 2021-ben az Endeavor kivásárolta a Zuffa többi tulajdonosát 1,7 milliárd dollárért.

## Súlycsoportok, bajnokok

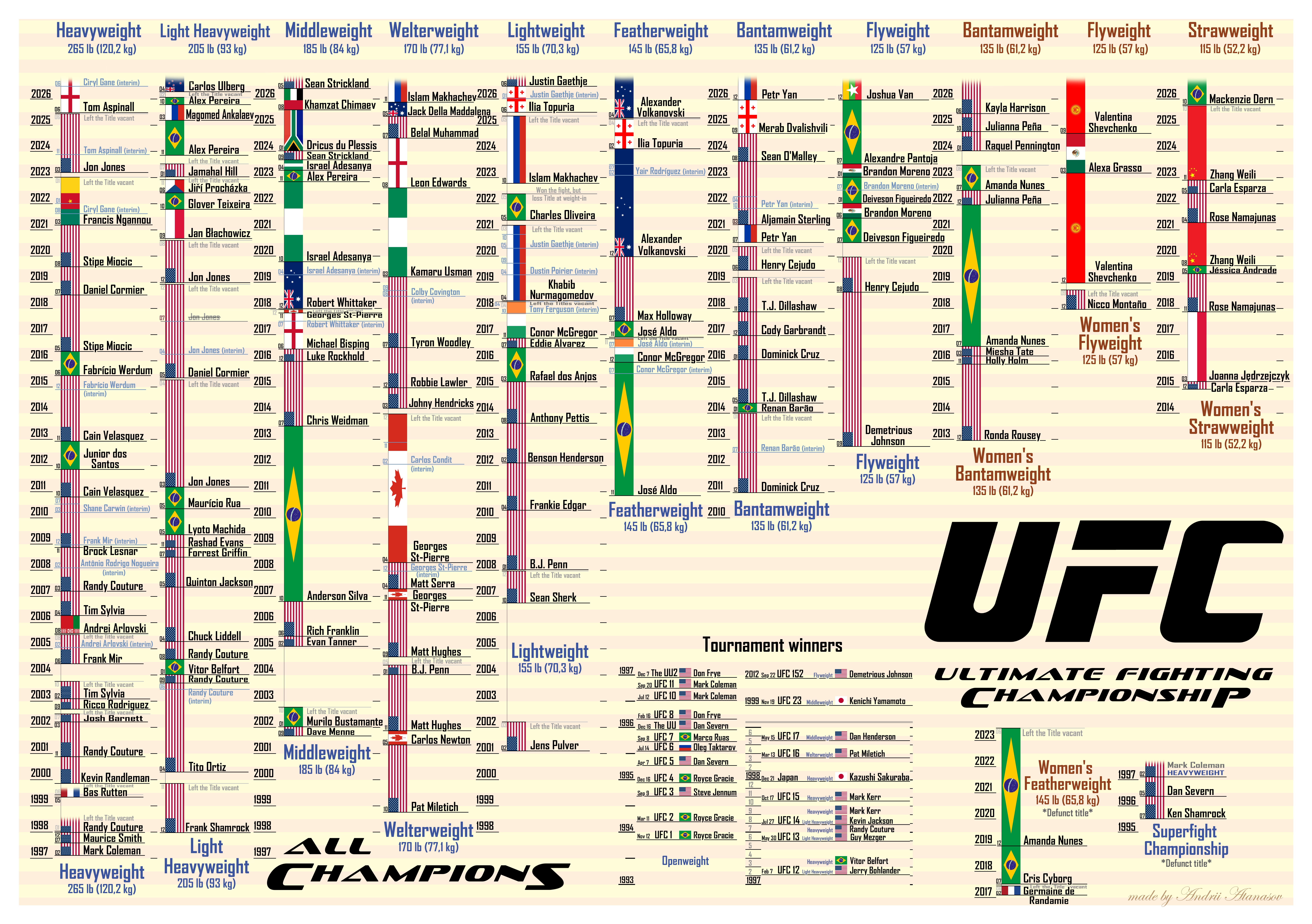

## Összesített ranglisták

### Férfiak
Frissítve: 2025. július 29.
| Helyezés | Nemz.                     | Név                   | Teljesítmény | Győzelmi sorozat | Változás | Súlycsoport  | Státusz                                  |
| -------- | ------------------------- | --------------------- | ------------ | ---------------- | -------- | ------------ | ---------------------------------------- |
| 1        | Grúzia                    | Ilia Topuria          | 17-0         | 17               | Állandó  | Könnyűsúly   | Könnyűsúlyú bajnok                       |
| 2        | Oroszország               | Islam Makacsev        | 27-1         | 15               | Állandó  | Könnyűsúly   | #1 a könnyűsúlyú ranglistán              |
| 3        | Grúzia                    | Merab Dvalisvili      | 19-4         | 13               | Állandó  | Harmatsúly   | Harmatsúlyú bajnok                       |
| 4        | Dél-afrikai Köztársaság   | Dricus du Plessis     | 23-2         | 12               | Állandó  | Középsúly    | Középsúlyú bajnok                        |
| 4        | Brazília                  | Alexandre Pantoja     | 30-5         | 8                | +1       | Légsúly      | Légúlyú bajnok                           |
| 6        | Ausztrália (ország)       | Alexander Volkanovski | 27-4         | 1                | Állandó  | Pehelysúly   | Pehelysúlyú bajnok                       |
| 7        | Oroszország               | Magomed Ankalajev     | 21-1 (1 NC)  | 3                | Állandó  | Félnehézsúly | Félnehézsúlyú bajnok                     |
| 8        | Ausztrália (ország)       | Jack Della Maddalena  | 18-2         | 18               | Állandó  | Váltósúly    | Váltósúlyú bajnok                        |
| 9        | Anglia                    | Tom Aspinall          | 15-3         | 3                | Állandó  | Nehézsúly    | Nehézsúlyú bajnok                        |
| 10       | Brazília                  | Alex Pereira          | 12-3         | 0                | Állandó  | Félnehézsúly | #1 a félnehézsúlyú ranglistán            |
| 11       | Amerikai Egyesült Államok | Max Holloway          | 27-8         | 1                | Állandó  | Könnyűsúly   | #4 a könnyűsúlyú ranglistán A BMF bajnok |
| 12       | Palesztina                | Belal Muhammad        | 24-4 (1 NC)  | 0                | Állandó  | Váltósúly    | #1 Váltósúlyú ranglistán                 |
| 13       | Örményország              | Arman Tsarukyan       | 22-3         | 4                | Állandó  | Könnyűsúly   | #2 a könnyűsúlyú ranglistán              |
| 14       | Egyesült Arab Emírségek   | Khamzat Chimaev       | 14-0         | 14               | Állandó  | Középsúly    | #3 a középsúlyú ranglistán               |
| 15       | Brazília                  | Charles Oliviera      | 35-11 (1 NC) | 0                | –2       | Könnyűsúly   | #3 a könnyűsúlyú ranglistán              |

### Nők
Frissítve: 2025. július 1.
| Helyezés | Nemz.                     | Név                 | Teljesítmény | Győzelmi sorozat | Változás | Súlycsoport | Státusz                     |
| -------- | ------------------------- | ------------------- | ------------ | ---------------- | -------- | ----------- | --------------------------- |
| 1        | Kirgizisztán              | Valentina Sevcsenko | 25-4-1       | 1                | Állandó  | Légsúly     | Légsúlyú bajnok             |
| 2        | Kína                      | Csang Vej-li        | 26–3         | 5                | Állandó  | Szalmasúly  | Szalmasúlyú bajnok          |
| 3        | Amerikai Egyesült Államok | Kayla Harrison      | 19-1         | 4                | Állandó  | Harmatsúly  | Harmatsúlyú bajnok          |
| 4        | Franciaország             | Manon Fiorot        | 12-2         | 0                | Állandó  | Légsúly     | #2 a légsúlyú ranglistán    |
| 5        | Amerikai Egyesült Államok | Julianna Peña       | 12-5         | 0                | Állandó  | Harmatsúly  | #1 a harmatsúlyú ranglistán |
| 6        | Brazília                  | Natália Silva       | 19-5-1       | 13               | Állandó  | Légsúly     | #1 a légsúlyú ranglistán    |
| 7        | Mexikó                    | Alexa Grasso        | 16-5-1       | 0                | Állandó  | Légsúly     | #3 a légsúlyú ranglistán    |
| 8        | Amerikai Egyesült Államok | Erin Blanchfield    | 13-2         | 1                | Állandó  | Légsúly     | #4 a légsúlyú ranglistán    |
| 9        | Brazília                  | Virna Jandiroba     | 22-3         | 5                | Állandó  | Szalmasúly  | #1 a szalmasúlyú ranglistán |
| 10       | Brazília                  | Raquel Pennington   | 16–9         | 0                | Állandó  | Harmatsúly  | #2 a harmatsúlyú ranglistán |
| 11       | Amerikai Egyesült Államok | Tatiana Suarez      | 11-2         | 0                | Állandó  | Légsúly     | #2 a légsúlyú ranglistán    |
| 12       | Amerikai Egyesült Államok | Rose Namajunas      | 15-7         | 0                | Állandó  | Légsúly     | #7 a légsúlyú ranglistán    |
| 13       | Kína                      | Jan Hsziaonan       | 19-5 (1 NC)  | 0                | Állandó  | Szalmasúly  | #3 a szalmasúlyú ranglistán |
| 14       | Brazília                  | Amanda Lemos        | 15-4-1       | 1                | Állandó  | Szalmasúly  | #4 a szalmasúlyú ranglistán |
| 15       | Amerikai Egyesült Államok | Maycee Barber       | 15-2         | 6                | Állandó  | Légsúly     | #4 a légsúlyú ranglistán    |

## Rekordok
| Rekord                                       | Név                                         | Statisztika                     |
| -------------------------------------------- | ------------------------------------------- | ------------------------------- |
| Legfiatalabb bajnok                          | Jon Jones                                   | 23 év, 8 hónap                  |
| Legidősebb bajnok                            | Randy Couture                               | 45 év, 146 nap                  |
| Leghosszabb idő címvédőként                  | Anderson Silva                              | 2 457 nap (6 év 8 hónap 22 nap) |
| Legtöbb címvédési sorozat                    | Randy Couture                               | 5                               |
| Legtöbb mérkőzés                             | Jim Miller                                  | 38                              |
| Legtöbb győzelem                             | Jim Miller                                  | 24                              |
| Legtöbb kiütés és alávetés                   | Charles Oliveira                            | 18                              |
| Legtöbb győzelem kiütéssel                   | Derrick Lewis                               | 13                              |
| Legtöbb győzelem alávetéssel                 | Charles Oliveira                            | 15                              |
| Legtöbb győzelem pontozással                 | Georges St-Pierre                           | 12                              |
| Legtöbb győzelem bajnoki mérkőzéseken        | Jon Jones                                   | 14                              |
| Legtöbb bajnoki mérkőzés                     | Randy Couture, Georges St-Pierre, Jon Jones | 15                              |
| Legtöbb címvédés sorozatban                  | Demetrious Johnson                          | 11                              |
| Leghosszabb győzelmi sorozat                 | Anderson Silva                              | 16                              |
| Legtöbb díj                                  | Donald Cerrone                              | 18                              |
| Legtöbb Az Este Teljesítménye-díj            | Charles Oliveira                            | 9                               |
| Legtöbb Az Este Kiütése-díj                  | Anderson Silva                              | 7                               |
| Legtöbb Az Este Alávetése-díj                | Joe Lauzon                                  | 6                               |
| Legtöbb Az Este Küzdelme-díj                 | Edson Barboza, Nate Diaz, Frankie Edgar     | 8                               |
| Legtöbb idő az oktagonban (összesen)         | Frankie Edgar                               | 6 óra, 2 perc, 51 másodperc     |
| Átlagosan legrövidebb oktagonban töltött idő | Szergej Pavlovics                           | 2 perc, 15 másodperc            |
| Legtöbb földrevitel egy mérkőzésn            | Habib Nurmagomedov                          | 21/27 próbálkozásból            |
| Leggyorsabb kiütés                           | Jorge Masvidal                              | 5 másodperc                     |
| Leggyorsabb alávetés                         | Oleg Taktarov                               | 9 másodperc                     |
| Leggyorsabb kiütés bajnoki ütközet közben    | Conor McGregor                              | 13 másodperc                    |
| Leggyorsabb alávetés bajnoki ütközet közben  | Ronda Rousey                                | 14 másodperc                    |